# 王國相 (1900年)
王国相（1900年9月16日—1947年2月），号裕民，山西省右玉县威远堡镇郭家堡村人。黄埔一期毕业。国民革命军陆军中将。

## 生平
光绪初举家迁右玉县树儿里村。祖父王登魁，父亲王殿兴中秀才，母亲白氏。7岁时在家塾读四书五经。1912年考入右玉县高级小学。1916年春考入位于大同的山西省立第三中学。入学半年辍学回村教书、务农。1919年考入在右玉县新成立的山西省立第七中学。1923年夏考入太原国民师范学校。晚间在《立晓报社》充当校对兼职赚取生活费。1924年3月29日由国会众议院议员王用宾介绍加入中国国民党，并由其介绍报考正筹建的黄埔军校。1924年春到广州，编入黄埔一期第一队学习。1946年1月，任第一战区少将高参。1946年7月，调任第36集团军（总司令董钊）少将高参兼运城城防司令。1947年初升任晋南区警备司令部副司令，军衔升为中将。1946年夏赴西安治病。1947年2月6日在用餐时突发心肌梗塞去世。